# Бурденки
 Бурденки  — упразднённая в 2012 году деревня в Лебяжском районе Кировской области России. На год упразднения входил в состав Лажского сельского поселения.

## География
Расположена была на реке Кокша, отделяющая её от деревни Васичи, на расстоянии примерно 25 км на юг-юго-запад от райцентра посёлка Лебяжье.

## История
Была известна в 1873 году.
Снята с учёта 28.06.2012 Законом Кировской области от 28.06.2012 № 178-ЗО.

## Население
В 1873 году в починке Пинаев учтено дворов 5 и жителей 59, в 1905 (Пинаев или Бурденки) 10 и 65, в 1926 (Бурденки или Пинаев) 8 и 52, в 1950 (Васичи и Бурденки) 35 и 156, в 1989 (уже Бурденки) оставался 1 человек.
Постоянное население составляло 1 человек (русские 100 %) в 2002 году, 0 в 2010.

## Инфраструктура
Было личное подсобное хозяйство.

## Транспорт
Просёлочная дорога.